# Superliga ukraińska w piłce siatkowej mężczyzn
Superliga ukraińska w piłce siatkowej mężczyzn (ukr. Суперліга України з волейболу серед чоловіків, Superliha Ukrajiny z wołejbołu sered czołowikiw) – najwyższa w hierarchii klasa męskich ligowych rozgrywek siatkarskich na Ukrainie. Rywalizacja w niej toczy się – co sezon, systemem ligowym wraz z play-offami – o tytuł mistrza Ukrainy, a za jej prowadzenie od sezonu 2022/2023 odpowiada Profesjonalna Liga Piłki Siatkowej Ukrainy.
Drużyny, które nie utrzymały się w lidze, są relegowane do II ligi.

## Historia
Siatkówka na Ukrainie pojawiła się w Charkowie. W październiku 1925 roku Dyrektor Instytutu Kultury Fizycznej W.A. Blach przywiózł z Moskwy regulamin, piłki i siatki do gry w piłkę siatkową. Rok po roku, popularność siatkówki wzrastała i rozprzestrzeniła się do innych miast na Ukrainie (Kijów, Dniepropetrowsk, Odessa, Połtawa, Chersoń). Szybkiemu rozprzestrzenianiu się gry sprzyjały spotkania towarzyskie zespołów ukraińskich z zespołami z Moskwy, Leningradu, Baku, i innych miast. Bardzo ważne dla dalszego rozwoju siatkówki było jej włączenie w 1928 roku do programu zawodów sportowych pomiędzy republikami radzieckimi w ZSRR. Ukrainę reprezentowały męskie i żeńskie drużyny z Charkowa jako najsilniejsze na Ukrainie. W pierwszych mistrzostwach ZSRR w latach 1933–1936 zwanymi "Radzieckimi świętami siatkówki" męskie zespoły Charkowa i Dniepropetrowska naprzemiennie zajmowali drugie i trzecie miejsce. Od lat 50. XX wieku wspaniałe rezultaty wykazały ukraińskie kluby na arenie krajowej i międzynarodowej. Zespół żeński Burewisnyk Odessa w 1961 roku zdobył złoty medal mistrzostw ZSRR. Ponadto, zespół męski Szachtar Donieck w sezonie 1991/92 wygrał otwarte mistrzostwa WNP. Puchar ZSRR wśród męskich klubów zdobywał trzy razy Łokomotyw Kijów – 1973, 1988, 1990 i CzHS Odessa – 1976, wśród klubów żeńskich – trzy razy: Medin Odessa – 1974, 1981, 1983, dwa razy Orbita Kijów – 1985, 1988, Iskra Woroszyłowgrad – 1980.
W 1962 Burewisnyk Odessa zdobył Puchar Europy Mistrzów Krajowych siatkarzy. Puchar Zdobywców Pucharów w piłce siatkowej zdobywali: męska drużyna Zirka Woroszyłowgrad – 1973, żeńskie Iskra Woroszyłowgrad – 1977 oraz Medin Odessa – 1983.
16 czerwca 1991 odbyła się konferencja założycielska Federacji Piłki Siatkowej Ukrainy.

## Medaliści
| Sezon     | Mistrz                                                       | II miejsce                                                   | III miejsce                                                  |
| --------- | ------------------------------------------------------------ | ------------------------------------------------------------ | ------------------------------------------------------------ |
| 1992      | Szachtar Donieck                                             | Łokomotyw Charków                                            | Azot Czerkasy                                                |
| 1992/1993 | Szachtar Donieck                                             | Dynamo Ługańsk                                               | Torpedo Odessa                                               |
| 1993/1994 | Łokomotyw Charków                                            | Łokomotyw Kijów                                              | Torpedo Odessa                                               |
| 1994/1995 | Łokomotyw Kijów                                              | Łokomotyw Charków                                            | Szachtar Donieck                                             |
| 1995/1996 | Łokomotyw-OŁWEST Charków                                     | Dorożnyk-SKA Odessa                                          | Azot Czerkasy                                                |
| 1996/1997 | Dorożnyk-SKA Odessa                                          | Azot Czerkasy                                                | Styroł Gorłówka                                              |
| 1997/1998 | Dorożnyk-SKA Odessa                                          | Dynamo Ługańsk                                               | Azot Czerkasy                                                |
| 1998/1999 | Dorożnyk-SKA Odessa                                          | Azot Czerkasy                                                | SK WWS Winnica                                               |
| 1999/2000 | Azot Czerkasy                                                | Dorożnyk-SKA Odessa                                          | Łokomotyw Charków                                            |
| 2000/2001 | Łokomotyw Charków                                            | Azot Czerkasy                                                | Jurydyczna akademіja Charków                                 |
| 2001/2002 | Łokomotyw Charków                                            | Azot Czerkasy                                                | Jurydyczna akademіja Charków                                 |
| 2002/2003 | Łokomotyw Charków                                            | Jurydyczna akademіja Charków                                 | Azot-Spartak Czerkasy                                        |
| 2003/2004 | Łokomotyw Charków                                            | Jurydyczna akademіja Charków                                 | Markochim Mariupol                                           |
| 2004/2005 | Łokomotyw Charków                                            | Markochim Mariupol                                           | Azot-Spartak Czerkasy                                        |
| 2005/2006 | Azot-Spartak Czerkasy                                        | Krymsoda Krasnoperekopsk                                     | Markochim Mariupol                                           |
| 2006/2007 | Łokomotyw Charków                                            | Azot-Spartak Czerkasy                                        | Azowstal Mariupol                                            |
| 2007/2008 | Łokomotyw Kijów                                              | Łokomotyw Charków                                            | Impeksahro Sport Czerkasy                                    |
| 2008/2009 | Łokomotyw Charków                                            | Budіwelnyk-Dynamo-Bukowyna Czerniowce                        | Krymsoda Krasnoperekopsk                                     |
| 2009/2010 | Łokomotyw Charków                                            | Krymsoda Krasnoperekopsk                                     | Impeksahro Sport Czerkasy                                    |
| 2010/2011 | Łokomotyw Charków                                            | Impeksahro Sport Czerkasy                                    | Łoko-Ekspres Charków                                         |
| 2011/2012 | Łokomotyw Charków                                            | Krymsoda Krasnoperekopsk                                     | Faworyt Łubnie                                               |
| 2012/2013 | Łokomotyw Charków                                            | Krymsoda Krasnoperekopsk                                     | Faworyt Łubnie                                               |
| 2013/2014 | Łokomotyw Charków                                            | Chimprom Sumy                                                | Faworyt Łubnie                                               |
| 2014/2015 | Łokomotyw Charków                                            | Chimprom Sumy                                                | Jurydyczna akademіja Charków                                 |
| 2015/2016 | Łokomotyw Charków                                            | Dnipro Dniepropetrowsk                                       | Jurydyczna akademіja Charków                                 |
| 2016/2017 | Łokomotyw Charków                                            | Barkom-Każany Lwów                                           | WK Winnica                                                   |
| 2017/2018 | Barkom-Każany Lwów                                           | Łokomotyw Charków                                            | Nowator Chmielnicki                                          |
| 2018/2019 | Barkom-Każany Lwów                                           | Serce Podilla Winnica                                        | WK MCHP-Winnica                                              |
| 2019/2020 | Ze względu na pandemię COVID-19 rozgrywki zostały przerwane. | Ze względu na pandemię COVID-19 rozgrywki zostały przerwane. | Ze względu na pandemię COVID-19 rozgrywki zostały przerwane. |
| 2020/2021 | Barkom-Każany Lwów                                           | Epicentr-Podolany Horodok                                    | Jurydyczna akademіja Charków                                 |
| 2021/2022 | Epicentr-Podolany Horodok                                    | Barkom-Każany Lwów                                           | Dnipro-Prometej                                              |
| 2022/2023 | Prometej Dnipro                                              | Epicentr-Podolany Horodok                                    | Jurydyczna akademіja Charków                                 |
| 2023/2024 | Prometej Dnipro                                              | Epicentr-Podolany Horodok                                    | Żytyczi-Polissia Żytomierz                                   |
| 2024/2025 | Epicentr-Podolany Horodok                                    | Żytyczi-Polissia Żytomierz                                   | Epicentr-Podolany-Reprezentacja Ukrainy U-20                 |

## Statystyka
Uwaga: bez mistrzostw Ukraińskiej SRR.
| Lp. | Drużyna                                      |    |   |   |
| --- | -------------------------------------------- | -- | - | - |
| 1.  | Łokomotyw Charków                            | 17 | 4 | 1 |
| 2.  | Dorożnyk-SKA Odessa                          | 3  | 2 | 2 |
| 3.  | Barkom-Każany Lwów                           | 3  | 2 | 0 |
| 4.  | Azot Czerkasy                                | 2  | 5 | 4 |
| 5.  | Epicentr-Podolany Horodok                    | 2  | 3 | 0 |
| 6.  | Łokomotyw Kijów                              | 2  | 1 | 0 |
| 7.  | Szachtar Donieck                             | 2  | 0 | 1 |
| 8.  | Prometej Dnipro                              | 2  | 0 | 1 |
| 9.  | Krymsoda Krasnoperekopsk                     | 0  | 4 | 1 |
| 10. | Jurydyczna akademіja Charków                 | 0  | 2 | 6 |
| 11. | Dynamo Ługańsk                               | 0  | 2 | 1 |
| 12. | Chimprom Sumy                                | 0  | 2 | 0 |
| 13. | Markochim Mariupol                           | 0  | 1 | 3 |
| 14. | Impeksahro Sport Czerkasy                    | 0  | 1 | 2 |
| 15. | Żytyczi-Polissia Żytomierz                   | 0  | 1 | 1 |
| 16. | Budіwelnyk-Dynamo-Bukowyna Czerniowce        | 0  | 1 | 0 |
| 16. | Dnipro Dniepropietrowsk                      | 0  | 1 | 0 |
| 16. | Serce Podilla Winnica                        | 0  | 1 | 0 |
| 19. | Faworyt Łubnie                               | 0  | 0 | 3 |
| 20. | WK Winnica                                   | 0  | 0 | 2 |
| 21. | Nowator Chmielnicki                          | 0  | 0 | 1 |
| 21. | SK WPS Winnica                               | 0  | 0 | 1 |
| 21. | Stiroł Gorłówka                              | 0  | 0 | 1 |
| 21. | Łoko-Ekspres Charków                         | 0  | 0 | 1 |
| 21. | Epicentr-Podolany-Reprezentacja Ukrainy U-20 | 0  | 0 | 1 |